# Campionati del mondo di atletica leggera indoor 2022 - Pentathlon
La gara del pentathlon dei campionati del mondo di atletica leggera indoor 2022 si è svolta il 18 marzo.

## Podio
| Pos.    | Atleta           | Nazionalità | Misura  |
| ------- | ---------------- | ----------- | ------- |
| Oro     | Noor Vidts       | Belgio      | 4929 p. |
| Argento | Adrianna Sułek   | Polonia     | 4851 p. |
| Bronzo  | Kendell Williams | Stati Uniti | 4680 p. |

## Situazione pre-gara

### Record
Prima di questa competizione, il record del mondo indoor e il record dei campionati erano i seguenti.
| Record                | Prestazione | Atleta                      | Data e luogo                   | Competizione                     |
| --------------------- | ----------- | --------------------------- | ------------------------------ | -------------------------------- |
| Record mondiale       | 5013 p.     | Natalija Dobryns'ka Ucraina | 9 marzo 2012 Istanbul, Turchia | Campionati del mondo indoor 2012 |
| Record dei campionati | 5013 p.     | Natalija Dobryns'ka Ucraina | 9 marzo 2012 Istanbul, Turchia | Campionati del mondo indoor 2012 |

### Campionesse in carica
La campionessa mondiale indoor in carica era:
| Campione        | Atleta                                  | Prestazione | Data e luogo                         | Competizione                     |
| --------------- | --------------------------------------- | ----------- | ------------------------------------ | -------------------------------- |
| Mondiale indoor | Katarina Johnson-Thompson Gran Bretagna | 4750 p.     | 2 marzo 2018 Birmingham, Regno Unito | Campionati del mondo indoor 2018 |

### La stagione
Prima di questa gara, le atlete con le migliori tre prestazioni dell'anno erano:
| Pos. | Atleta                    | Prestazione | Data e luogo                                  |
| ---- | ------------------------- | ----------- | --------------------------------------------- |
| 1    | Adrianna Sułek Polonia    | 4756 p.     | 5 marzo 2022 Toruń, Polonia                   |
| 2    | Anna Hall Stati Uniti     | 4618 p.     | 25 febbraio 2022 College Station, Stati Uniti |
| 3    | Holly Mills Gran Bretagna | 4597 p.     | 6 febbraio 2022 Tallinn, Estonia              |

## Risultati

### 60 metri ostacoli
La gara dei 60 metri ostacoli è iniziata alle ore 9:35.
| Pos | Batteria | Corsia | Atleta                    | Nazionalità   | Tempo | Punti   | Note                                     |
| --- | -------- | ------ | ------------------------- | ------------- | ----- | ------- | ---------------------------------------- |
| 1   | 2        | 7      | Noor Vidts                | Belgio        | 8"15  | 1095 p. | Miglior prestazione personale            |
| 2   | 2        | 5      | Holly Mills               | Gran Bretagna | 8"15  | 1095 p. | Miglior prestazione personale            |
| 3   | 2        | 2      | Kendell Williams          | Stati Uniti   | 8"20  | 1084 p. | Miglior prestazione personale stagionale |
| 4   | 2        | 6      | Chari Hawkins             | Stati Uniti   | 8"24  | 1075 p. |                                          |
| 5   | 1        | 6      | Sveva Gerevini            | Italia        | 8"35  | 1050 p. | Miglior prestazione personale            |
| 6   | 2        | 2      | Adrianna Sułek            | Polonia       | 8"36  | 1048 p. |                                          |
| 7   | 2        | 4      | Léonie Cambours           | Francia       | 8"37  | 1046 p. |                                          |
| 8   | 2        | 3      | Katarina Johnson-Thompson | Gran Bretagna | 8"45  | 1028 p. | Miglior prestazione personale stagionale |
| 9   | 1        | 7      | Dorota Skřivanová         | Rep. Ceca     | 8"47  | 1024 p. |                                          |
| 10  | 1        | 4      | Julija Loban              | Ucraina       | 8"61  | 993 p.  |                                          |
| 11  | 1        | 5      | Claudia Conte             | Spagna        | 8"62  | 991 p.  |                                          |
| 12  | 1        | 3      | Sarah Lagger              | Austria       | 8"76  | 961 p.  | Miglior prestazione personale stagionale |

### Salto in alto
La gara del salto in alto è iniziata alle ore 11:02.
| Pos | Atleta                    | Nazionalità   | 1,62 m | 1,65 m | 1,68 m | 1,71 m | 1,74 m | 1,77 m | 1,80 m | 1,83 m | 1,86 m | 1,89 m | 1,92 m | Risultato | Punti   | Note                                     | Totale  |
| --- | ------------------------- | ------------- | ------ | ------ | ------ | ------ | ------ | ------ | ------ | ------ | ------ | ------ | ------ | --------- | ------- | ---------------------------------------- | ------- |
| 1   | Adrianna Sułek            | Polonia       | -      | -      | -      | -      | o      | o      | o      | o      | o      | xo     | xxx    | 1,89 m    | 1093 p. | Miglior prestazione personale            | 2141 p. |
| 2   | Noor Vidts                | Belgio        | -      | -      | o      | o      | o      | o      | o      | o      | xxx    |        |        | 1,83 m    | 1016 p. | Miglior prestazione personale stagionale | 2111 p. |
| 3   | Katarina Johnson-Thompson | Gran Bretagna | -      | -      | -      | -      | -      | o      | xo     | o      | xxx    |        |        | 1,83 m    | 1016 p. | Miglior prestazione personale stagionale | 2044 p. |
| 4   | Chari Hawkins             | Stati Uniti   | -      | -      | -      | o      | o      | o      | xxo    | o      | xxx    |        |        | 1,83 m    | 1016 p. |                                          | 2091 p. |
| 5   | Claudia Conte             | Spagna        | -      | -      | -      | o      | o      | xo     | xxo    | xo     | xxx    |        |        | 1,83 m    | 1016 p. | Miglior prestazione personale stagionale | 2007 p. |
| 6   | Léonie Cambours           | Francia       | -      | -      | o      | o      | o      | o      | o      | xxo    | xxx    |        |        | 1,83 m    | 1016 p. | Miglior prestazione personale stagionale | 2062 p. |
| 7   | Dorota Skřivanová         | Rep. Ceca     | -      | o      | o      | o      | xxo    | xo     | o      | xxx    |        |        |        | 1,80 m    | 978 p.  | Miglior prestazione personale            | 2002 p. |
| 8   | Kendell Williams          | Stati Uniti   | -      | -      | -      | o      | xo     | xo     | xo     | xxx    |        |        |        | 1,80 m    | 978 p.  | Miglior prestazione personale stagionale | 2062 p. |
| 9   | Sarah Lagger              | Austria       | -      | o      | o      | o      | o      | o      | xxx    |        |        |        |        | 1,77 m    | 941 p.  |                                          | 1902 p. |
| 10  | Julija Loban              | Ucraina       | o      | o      | o      | o      | o      | xxx    |        |        |        |        |        | 1,74 m    | 903 p.  |                                          | 1896 p. |
| 11  | Holly Mills               | Gran Bretagna | -      | -      | -      | xxo    | o      | xxx    |        |        |        |        |        | 1,74 m    | 903 p.  | Miglior prestazione personale stagionale | 1998 p. |
| 12  | Sveva Gerevini            | Italia        | o      | xo     | xo     | xxx    |        |        |        |        |        |        |        | 1,68 m    | 830 p.  |                                          | 1880 p. |

### Getto del peso
La gara del getto del peso è iniziata alle ore 13:27.
| Pos | Atleta                    | Nazionalità   | 1ª prova | 2ª prova | 3ª prova | Risultato | Punti  | Note                                     | Totale  |
| --- | ------------------------- | ------------- | -------- | -------- | -------- | --------- | ------ | ---------------------------------------- | ------- |
| 1   | Noor Vidts                | Belgio        | 14,03 m  | 13,38 m  | 12,80 m  | 14,03 m   | 796 p. |                                          | 2907 p. |
| 2   | Chari Hawkins             | Stati Uniti   | 13,00 m  | x        | 14,02 m  | 14,02 m   | 795 p. | Miglior prestazione personale stagionale | 2886 p. |
| 3   | Holly Mills               | Gran Bretagna | 12,90 m  | 13,38 m  | 13,68 m  | 13,68 m   | 773 p. |                                          | 2771 p. |
| 4   | Julija Loban              | Ucraina       | 13,46 m  | 13,46 m  | 13,48 m  | 13,48 m   | 759 p. |                                          | 2655 p. |
| 5   | Adrianna Sułek            | Polonia       | 12,49 m  | x        | 13,40 m  | 13,40 m   | 754 p. |                                          | 2895 p. |
| 6   | Sarah Lagger              | Austria       | 13,00 m  | x        | 13,15 m  | 13,15 m   | 737 p. |                                          | 2639 p. |
| 7   | Katarina Johnson-Thompson | Gran Bretagna | 13,02 m  | x        | 12,09 m  | 13,02 m   | 729 p. | Miglior prestazione personale stagionale | 2773 p. |
| 8   | Dorota Skřivanová         | Rep. Ceca     | 12,90 m  | 12,87 m  | 11,95 m  | 12,90 m   | 721 p. |                                          | 2723 p. |
| 9   | Kendell Williams          | Stati Uniti   | x        | 12,21 m  | 12,81 m  | 12,81 m   | 715 p. | Miglior prestazione personale stagionale | 2777 p. |
| 10  | Claudia Conte             | Spagna        | 12,20 m  | 12,73 m  | x        | 12,73 m   | 709 p. | Miglior prestazione personale            | 2716 p. |
| 11  | Léonie Cambours           | Francia       | 12,00 m  | 10,51 m  | 11,41 m  | 12,00 m   | 661 p. |                                          | 2723 p. |
| 12  | Sveva Gerevini            | Italia        | 11,39 m  | 11,52 m  | 11,69 m  | 11,69 m   | 641 p. |                                          | 2521 p. |

### Salto in lungo
La gara del salto in lungo è iniziata alle ore 17:32.
| Pos | Atleta                    | Nazionalità   | 1ª prova | 2ª prova | 3ª prova | Risultato | Punti   | Note                                     | Totale  |
| --- | ------------------------- | ------------- | -------- | -------- | -------- | --------- | ------- | ---------------------------------------- | ------- |
| 1   | Kendell Williams          | Stati Uniti   | 6,41 m   | x        | 6,69 m   | 6,69 m    | 1069 p. | Record dei campionati                    | 3846 p. |
| 2   | Noor Vidts                | Belgio        | 6,60 m   | 6,55 m   | 6,33 m   | 6,60 m    | 1040 p. | Miglior prestazione personale            | 3947 p. |
| 3   | Adrianna Sułek            | Polonia       | 6,43 m   | x        | 6,29 m   | 6,43 m    | 985 p.  | Miglior prestazione personale            | 3880 p. |
| 4   | Dorota Skřivanová         | Rep. Ceca     | 6,31 m   | 6,19 m   | x        | 6,31 m    | 946 p.  |                                          | 3669 p. |
| 5   | Sveva Gerevini            | Italia        | 5,83 m   | x        | 6,31 m   | 6,31 m    | 946 p.  |                                          | 3467 p. |
| 6   | Holly Mills               | Gran Bretagna | x        | 6,28 m   | 6,04 m   | 6,28 m    | 937 p.  |                                          | 3708 p. |
| 7   | Claudia Conte             | Spagna        | 6,13 m   | x        | 5,96 m   | 6,13 m    | 890 p.  | Miglior prestazione personale stagionale | 3606 p. |
| 8   | Katarina Johnson-Thompson | Gran Bretagna | x        | 6,08 m   | x        | 6,08 m    | 874 p.  | Miglior prestazione personale stagionale | 3647 p. |
| 9   | Sarah Lagger              | Austria       | 5,89 m   | x        | 6,01 m   | 6,01 m    | 853 p.  | Miglior prestazione personale stagionale | 3492 p. |
| 10  | Léonie Cambours           | Francia       | 5,98 m   | x        | x        | 5,98 m    | 843 p.  |                                          | 3566 p. |
| 11  | Julija Loban              | Ucraina       | 5,71 m   | 5,70 m   | 5,69 m   | 5,71 m    | 762 p.  |                                          | 3417 p. |
| -   | Chari Hawkins             | Stati Uniti   | x        | x        | x        | nm        | 0 p.    |                                          | 2886 p. |

### 800 metri piani
La gara degli 800 metri piani è iniziata alle ore 19:48.
| Pos | Atleta                    | Nazionalità   | Tempo   | Punti  | Note                                     | Totale  |
| --- | ------------------------- | ------------- | ------- | ------ | ---------------------------------------- | ------- |
| 1   | Noor Vidts                | Belgio        | 2'08"81 | 982 p. | Miglior prestazione personale            | 4929 p. |
| 2   | Adrianna Sułek            | Polonia       | 2'09"56 | 971 p. | Miglior prestazione personale stagionale | 4851 p. |
| 3   | Holly Mills               | Gran Bretagna | 2'09"97 | 965 p. | Miglior prestazione personale            | 4673 p. |
| 4   | Sveva Gerevini            | Italia        | 2'13"77 | 910 p. |                                          | 4377 p. |
| 5   | Sarah Lagger              | Austria       | 2'14"57 | 899 p. |                                          | 4391 p. |
| 6   | Dorota Skřivanová         | Rep. Ceca     | 2'14"73 | 897 p. | Miglior prestazione personale            | 4566 p. |
| 7   | Claudia Conte             | Spagna        | 2'15"00 | 893 p. |                                          | 4499 p. |
| 8   | Léonie Cambours           | Francia       | 2'16"21 | 876 p. | Miglior prestazione personale stagionale | 4442 p. |
| 9   | Kendell Williams          | Stati Uniti   | 2'19"23 | 834 p. | Miglior prestazione personale stagionale | 4680 p. |
| 10  | Julija Loban              | Ucraina       | 2'23"64 | 775 p. |                                          | 4192 p. |
| -   | Chari Hawkins             | Stati Uniti   | dns     | dns    | dns                                      | dns     |
| -   | Katarina Johnson-Thompson | Gran Bretagna | dns     | dns    | dns                                      | dns     |

### Riepilogo
Riepilogo delle cinque gare e classifica finale.
| Pos | Atleta                    | Nazionalità   | 60 m hs      | Alto           | Peso           | Lungo          | 800 m          | Punti   | Note                                                       |
| --- | ------------------------- | ------------- | ------------ | -------------- | -------------- | -------------- | -------------- | ------- | ---------------------------------------------------------- |
|     | Noor Vidts                | Belgio        | 8"15 1095 p. | 1,83 m 1016 p. | 14,03 m 796 p. | 6,60 m 1040 p. | 2'08"81 982 p. | 4929 p. | Miglior prestazione mondiale stagionale · Record nazionale |
|     | Adrianna Sułek            | Polonia       | 8"36 1048 p. | 1,89 m 1093 p. | 13,40 m 754 p. | 6,43 m 985 p.  | 2'09"56 971 p. | 4851 p. | Record nazionale                                           |
|     | Kendell Williams          | Stati Uniti   | 8"20 1084 p. | 1,80 m 978 p.  | 12,81 m 715 p. | 6,69 m 1069 p. | 2'19"23 834 p. | 4680 p. | Miglior prestazione personale stagionale                   |
| 4   | Holly Mills               | Gran Bretagna | 8"15 1095 p. | 1,74 m 903 p.  | 13,68 m 773 p. | 6,28 m 937 p.  | 2'09"97 965 p. | 4673 p. | Miglior prestazione personale                              |
| 5   | Dorota Skřivanová         | Rep. Ceca     | 8"47 1024 p. | 1,80 m 978 p.  | 12,90 m 721 p. | 6,31 m 946 p.  | 2'14"73 897 p. | 4566 p. | Miglior prestazione personale                              |
| 6   | Claudia Conte             | Spagna        | 8"62 991 p.  | 1,83 m 1016 p. | 12,73 m 709 p. | 6,13 m 890 p.  | 2'15"00 893 p. | 4499 p. | Miglior prestazione personale                              |
| 7   | Léonie Cambours           | Francia       | 8"37 1046 p. | 1,83 m 1016 p. | 12,00 m 661 p. | 5,98 m 843 p.  | 2'16"21 876 p. | 4442 p. |                                                            |
| 8   | 108 Sarah Lagger          | Austria       | 8"76 961 p.  | 1,77 m 941 p.  | 13,15 m 737 p. | 6,01 m 853 p.  | 2'14"57 899 p. | 4391 p. |                                                            |
| 9   | Sveva Gerevini            | Italia        | 8"35 1050 p. | 1,68 m 830 p.  | 11,69 m 641 p. | 6,31 m 946 p.  | 2'13"77 910 p. | 4377 p. |                                                            |
| 10  | Julija Loban              | Ucraina       | 8"61 993 p.  | 1,74 m 903 p.  | 13,48 m 759 p. | 5,71 m 762 p.  | 2'23"64 775 p. | 4192 p. |                                                            |
| -   | Chari Hawkins             | Stati Uniti   | 8"24 1075 p. | 1,83 m 1016 p. | 14,02 m 795 p. | nm 0 p.        | dns            | dnf     |                                                            |
| -   | Katarina Johnson-Thompson | Gran Bretagna | 8"45 1028 p. | 1,83 m 1016 p. | 13,02 m 729 p. | 6,08 m 874 p.  | dns            | dnf     |                                                            |